# Czesław Nowak (żużlowiec)
Czesław Nowak (ur. 1944) – polski żużlowiec.
Sport żużlowy uprawiał w latach 1964–1970 w barwach klubów: Stali Gorzów Wlkp. (1964–1968) i Unii Tarnów (1969–1970). Srebrny medalista Drużynowych mistrzostw Polski z 1968 roku. Finalista Młodzieżowych indywidualnych mistrzostwach Polski z 1969 roku (nie wystartował w finale).